# 1134
Évszázadok: 11. század – 12. század – 13. század
Évtizedek: 1080-as évek – 1090-es évek – 1100-as évek – 1110-es évek – 1120-as évek – 1130-as évek – 1140-es évek – 1150-es évek – 1160-as évek – 1170-es évek – 1180-as évek
Évek: 1129 – 1130 – 1131 – 1132 –  1133 – 1134 – 1135 – 1136 – 1137 – 1138 – 1139

## Események

### Határozott dátumú események
- szeptember 7. – I. Alfonz aragóniai király halálával öccsének, II. Ramirónak a trónra lépése.  (1137-ben lemond a trónról lánya, Petronella javára.)
- szeptember 8. – Trónra lép IV. García navarrai király, III. García ükunokája. (García 1150-ig uralkodik.)

### Határozatlan dátumú események
- az év folyamán – 
  - Létre jön a Brandenburgi őrgrófság, I. Albert lesz az északi tartomány feje és első őrgrófja.
  - Felépül a schleswigi Szent Péter székesegyház.
  - Megnyitják a salamancai egyetemet.
  - II. Hugó, Jaffa grófja fellázad ura, Anjou Fulkó jeruzsálemi király ellen.
- év tavaszán – Péter – a későbbi veszprémi püspök – II. Lothár német-római császárnál járt követségben.[1]

## Születések
- III. Sancho kasztíliai király († 1158)
- I. Sverker svéd király († 1156)
- IV. István magyar (ellen) király († 1165)

## Halálozások
- március 28. – Harding Szent István a ciszterci rend egyik alapítója
- június 25. – Niels dán király
- szeptember 7. – I. Alfonz aragóniai király (Navarra királya is, * 1073)
- II. Róbert normann herceg
- II. Hugó Jaffa grófja
- június 6. - Xanteni Szent Norbert a premontrei rend alapítója